# DESY

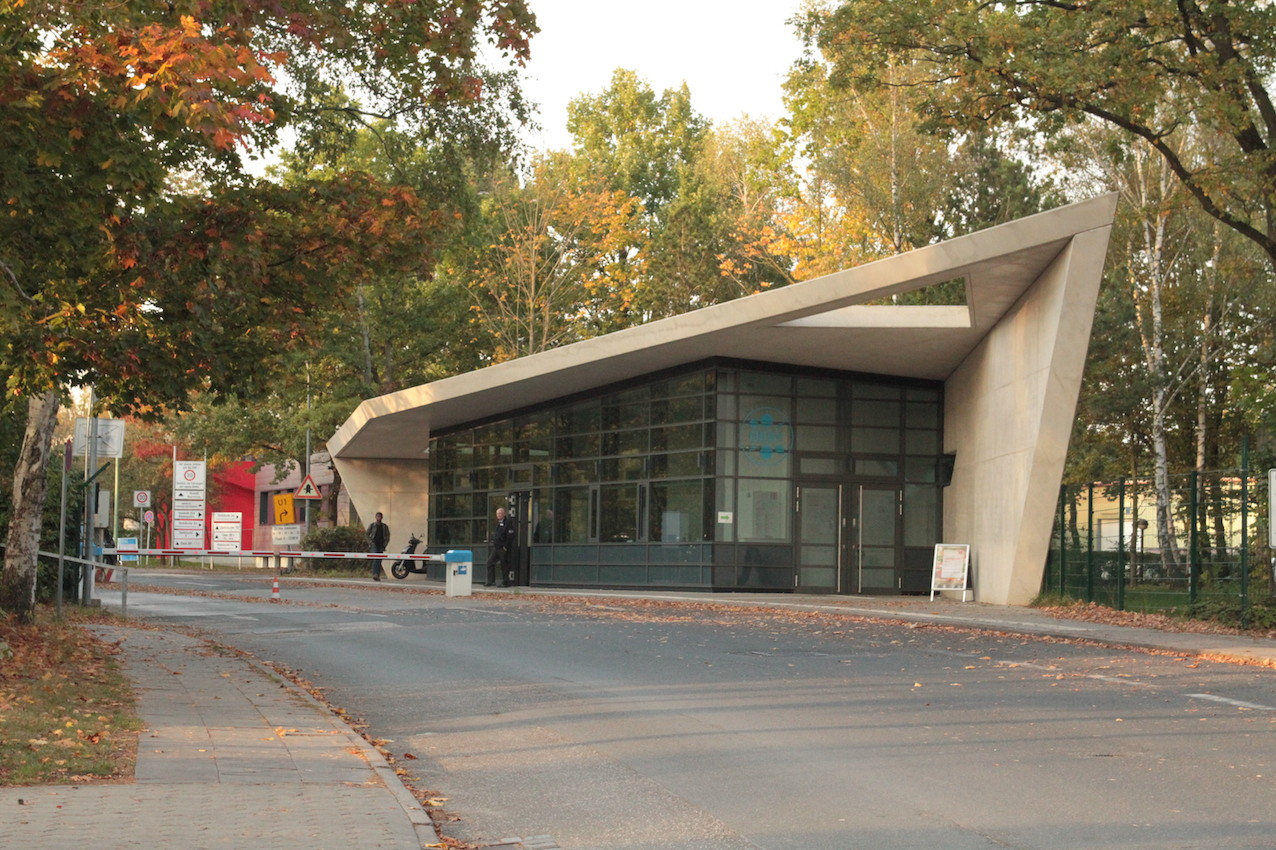
L'ingresso principale del DESY ad Amburgo

DESY, acronimo per Deutsches Elektronen-Synchrotron (Elettrosincrotrone tedesco) 
è un centro nazionale di ricerca scientifica sulla fisica nucleare in Germania. La maggior parte delle strutture è situata ad Amburgo, dove il centro è operativo dal 1964; una parte minore dei laboratori è ubicata a Zeuthen, nei pressi di Berlino, dove il centro è operativo dal 1992.

## Descrizione
Il DESY conduce ricerche in tre principali settori: 
- Progettazione, costruzione e gestione di acceleratori di particelle;
- Ricerche di fisica delle particelle per studiare le caratteristiche della materia e delle forze fondamentali della natura;
- Ricerche di fotonica in vari campi della tecnologia dei materiali, chimica, biologia molecolare e geofisica, facendo uso della radiazione di sincrotrone e dei laser a elettroni liberi.

Oltre a condurre esperimenti con i propri acceleratori di particelle e laboratori, il DESY fornisce supporto scientifico ad altri istituti di ricerca ed università. Coopera con diversi centri di ricerca nucleare in tutto il mondo, fra cui il CERN di Ginevra e l'IceCube Neutrino Observatory al polo sud. Partecipa attivamente ai progetti in corso per la costruzione del European x-ray free electron laser e dell'International Linear Collider.
Il DESY ha un budget annuale di circa 170 milioni di euro, 154 milioni dei quali vanno al sito di Amburgo e 16 milioni a quello di Zeuthen. Il 90% dei fondi proviene dal Ministero federale dell'istruzione e della ricerca, il restante 10% dalla città di Amburgo e dallo stato federato tedesco del Brandeburgo.